# Дюни Лонсе і Друненсе (національний парк)

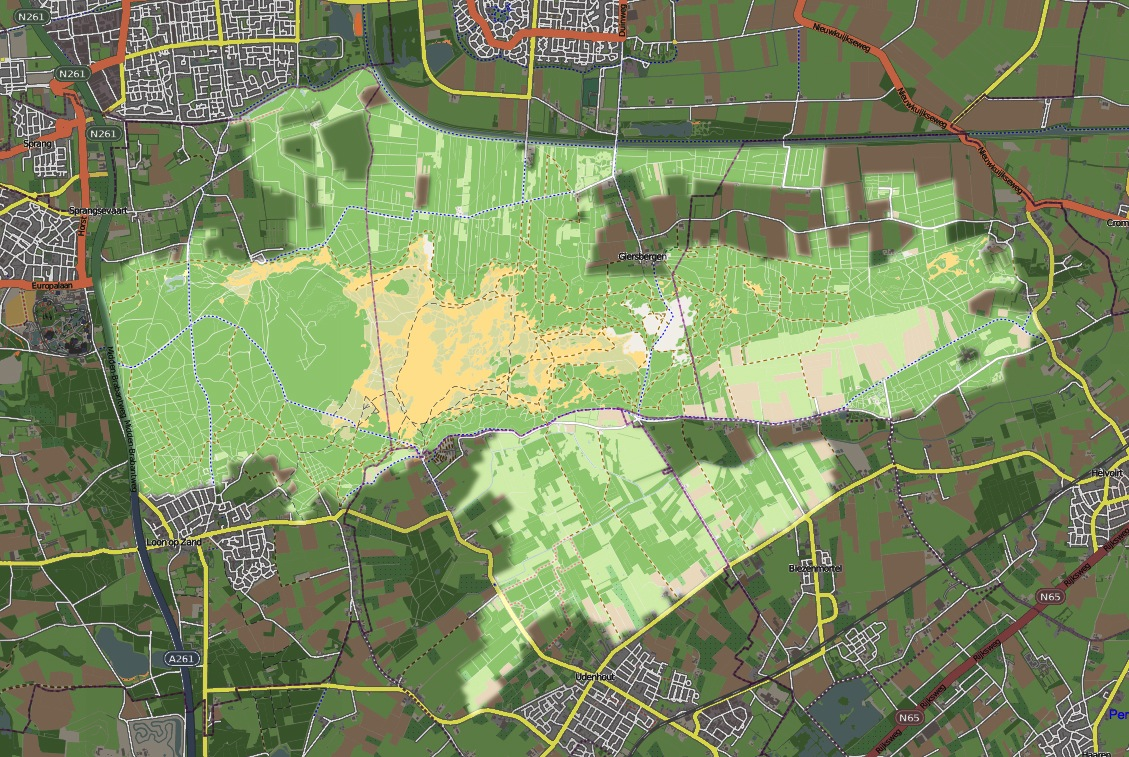
Детальна карта

Національний парк дюни Лонсе і Друненсе (duinen = дюни) — національний парк, розташований на півдні Нідерландів, між містами Тілбург, Валвейк і Гертогенбос. Із 2002 року він визнаний національним парком. Площа 35 км² (14 миль²) і розташований у муніципалітетах Лон-оп-Занд, Хейсден і Фюгт.
Дюни Лонсе і Друненсе складається з лісів і дуже великих дюн, що створює надзвичайний мікроклімат.